# Microregione di Grão Mogol
Grão Mogol è una microregione del Minas Gerais in Brasile, appartenente alla mesoregione di Norte de Minas.

## Comuni
È suddivisa in 6 comuni:
- Botumirim
- Cristália
- Grão Mogol
- Itacambira
- Josenópolis
- Padre Carvalho